# District de Waga
Pour les articles homonymes, voir Waga (homonymie).

Le district de Waga dans la préfecture d'Iwate.

Le district de Waga (和賀郡, Waga-gun) est un district situé dans la préfecture d'Iwate, au Japon.

## Géographie

### Démographie
Au 1er septembre 2015, la population du district de Waga était estimée à 5 816 habitants répartis sur une superficie de 590,74 km2.

### Divisions administratives
le district de Waga est constitué du seul bourg de Nishiwaga.